# Chroszcz
Chroszcz (Teesdalia R.Br.) – rodzaj roślin z rodziny kapustowatych (Brassicaceae). Obejmuje trzy gatunki. Występują one w Europie, południowo-zachodniej Azji i w północnej Afryce. W Polsce rośnie jeden gatunek – chroszcz nagołodygowy (T. nudicaulis). Introdukowane rośliny z tego rodzaju obecne są w Ameryce Północnej (Stany Zjednoczone i Kanada oraz Południowej (Chile), a także na Tasmanii. Nazwa naukowa pochodzi od nazwiska brytyjskiego botanika i ogrodnika Roberta Teesdale'a.

## Morfologia
PokrójRośliny z przyziemną różyczką liści, nagie lub rzadko omszone. Głąbiki kwiatostanowe pojedyncze lub kilka, nierozgałęzione.
LiścieOdziomkowe trwałe, ogonkowe, pierzasto lub lirowato podzielone, wcinane, ząbkowane lub całobrzegie. Liście łodygowe (jeśli są) to nieliczne, siedzące, całobrzegie lub ząbkowane.
KwiatyZebrane w kilkukwiatowe grono, promieniste lub grzbieciste. Działki kielicha 4, wzniesione lub rozpostarte. Płatki korony 4, białe, bez paznokcia. Pręcików 6, czterosilnych lub 4 (tej samej długości). Zalążnia górna, znamię główkowate.
OwoceŁuszczynki zaokrąglone lub sercowate.

## Systematyka
Pozycja systematyczna
Rodzaj z plemienia Iberideae w obrębie rodziny kapustowatych (Brassicaceae).
Wykaz gatunków
- Teesdalia conferta (Lag.) O.Appel
- Teesdalia coronopifolia (J.P.Bergeret) Thell.
- Teesdalia nudicaulis (L.) Ait. f. – chroszcz nagołodygowy